# Henningsiella quitensis
Henningsiella quitensis är en svampart som beskrevs av Rehm 1895. Henningsiella quitensis ingår i släktet Henningsiella och familjen Schizothyriaceae.   Inga underarter finns listade i Catalogue of Life.